# Torre del Diablo (Gibraltar)
La torre del Diablo era una antigua torre de vigilancia en el Territorio británico de Ultramar de Gibraltar cerca de un refugio rocoso donde se descubrieron restos fósiles de un niño neandertal, junto con herramientas paleolíticas . La Torre y sus restos, sin embargo, no estaban relacionados.

## Construcción

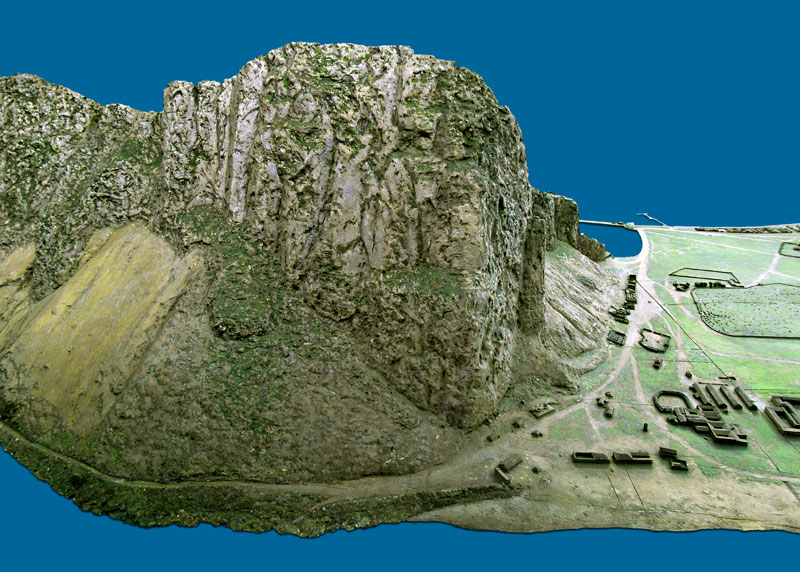
Modelo de 1865 del peñón de Gibraltar que muestra la ubicación de la Torre del Diablo en la parte inferior derecha de la foto.

La torre fue construida en piedra caliza y fue demolida en 1940 durante la Segunda Guerra Mundial por orden del Gobernador General Sir Noel Mason-Macfarlane dado que estaba en la línea de fuego de uno de los muchos cañones de Gibraltar.

## Cráneo de la Torre del Diablo
El calavera de la Torre del Diablo era la de un niño neandertal. Los restos fueron excavados por Dorothy Garrod en un refugio musteriense en el sitio. Hay evidencia de una lesión en la boca, y los dientes muestran trastornos del desarrollo compatibles con la inanición estacional. El caso clásico del cerebro grande de Neanderthal es evidente y las crestas de las cejas han comenzado a desarrollarse. El cráneo reforzó sustancialmente la evidencia de los neandertales de Gibraltar .
Se ha logrado recuperar la mayor parte de la mandíbula inferior, junto con el hueso frontal, la mayor parte del lado derecho de la cara y el hueso parietal izquierdo.

## Eponimia
La torre dio su nombre al Devil's Tower Camp, Devils Tower Emplacement, Devil's Tower Road y otros lugares cercanos.